# Agrotis poliotis
Agrotis poliotis là một loài bướm đêm trong họ Noctuidae.

## Hình ảnh

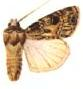